# Villgratengroep
De Villgratengroep (Duits: Villgratner Berge) (deels ook Defereggengebergte (Duits: Defereggengebirge) genoemd) is een subgroep van de Centrale Alpen in de Oostelijke Alpen. Het gebergte is gelegen in het grensgebied tussen de regio Oost-Tirol in de Oostenrijkse deelstaat Tirol en de provincie Bolzano in de Italiaanse regio Trentino-Zuid-Tirol. Het grootste deel van de groep ligt op Oostenrijks grondgebied.
De Villgratengroep vormen samen met de Ankogelgroep, de Goldberggroep, de Glocknergroep, de Schobergroep, de Kreuzeckgroep, de Granatspitzgroep, de Venedigergroep en de Rieserfernergroep de hoofdgroep van de Hohe Tauern. De Villgratengroep is een van de zuidelijk gelegen subgroepen.
De Villgratengroep worden begrensd door het Drautal en het Pustertal. Lienz, de hoofdstad van het gelijknamige district en dus van Oost-Tirol, bevindt zich aan de oostelijke zijde van het gebergte. Olang in het Pustertal ligt aan de westelijke zijde. De hoogste top van de subgroep is de 2962 m.ü.A. hoge Weiße Spitze.
De naam "Villgratner Berge" stamt pas uit 1984, toen de AVE de Oostelijke Alpen in subgroepen onderverdeelde. Desalniettemin wordt de groep ook nog regelmatig als het "Defereggengebergte" aangeduid. Het Defereggental bevindt zich aan de noordelijke rand van het gebergte. Ten noorden van dit dal is de Venedigergroep gelegen. Het Villgratental is echter volledig in het gebergte gelegen. Daarom dankt de subgroep zijn naam aan dit dal, dat vanuit het zuiden het gebergte indringt. In oudere indelingen van de Oostelijke Alpen werd ook de noordelijk van het Defereggental gelegen Lasörlinggroep nog tot het Defereggengebergte gerekend, waardoor die naam in het verleden meer gerechtvaardigd was. In de nieuwe indeling wordt dit gebergte echter tot de Venedigergroep gerekend.

## Naburige gebergten
- Venedigergroep (in het noorden)
- Granatspitzgroep (in het noordoosten)
- Schobergroep (in het oosten)
- Gailtaler Alpen (in het zuidoosten)
- Karnischer hoofdkam (in het zuiden)
- Dolomieten (in het zuidwesten)
- Rieserfernergroep (in het noordwesten)

## Hutten
In de Villgratengroep ligt slechts één alpenverenigingshut, de Hochsteinhütte op 2032 meter hoogte.